# Lexington-klass
Lexington-klass var en amerikansk fartygsklass bestående av hangarfartyg. Lexington-klassens hangarfartyg var de första operativa hangarfartyg i den amerikanska flottan (USS Langley var ett strikt utvecklat fartyg som endast tjänstgjorde en kort tid som aktiv flottenhet innan hon konverteras till ett sjöflygplansfartyg AV-3). Fartygen kölsträcktes under första världskriget och var delvis byggda som slagkryssare innan de konverteras till hangarfartyg under byggnationen för att följa Washingtonavtalet 1922. Saratoga, det tredje fartyget, var mer komplett än det andra fartyget, Constellation, när fartygen var under övervägande för konvertering så Saratoga fortsatte och Constellation skrotades. Framgångsrika omfattande operationer med dessa fartyg, jämfört med de mycket begränsade insatserna möjliga med den mindre USS Ranger övertygade flottan att större hangarfartyg var effektivare än små, en trend som har fortsatt genom åren. Bortsett från deras stora storlek, var deras mest innovativa inslag "orkanens bog", en konfiguration på hangarfartyg där bogen var förseglad upp till flygdäck. Detta visade sig vara den mest användbara av de tre möjliga konfigurationer för ett hangarfartygs bog (de andra två var ytterligare ett flygstartdäck och ett luftvärnsbatteri).